# Spoušť plná života

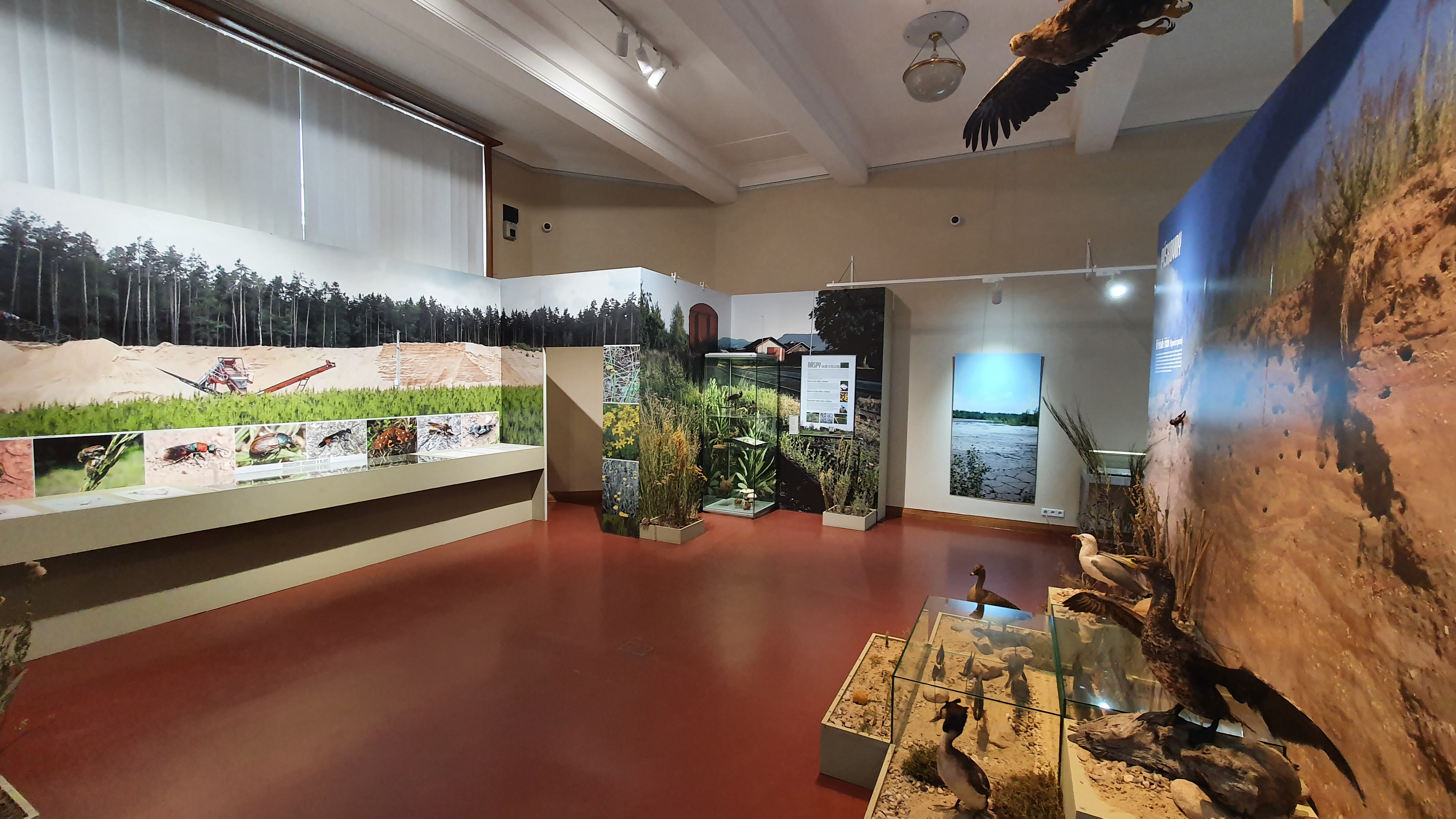
Výstava Spoušť plná života

Spoušť plná života s podtitulem Příroda míst narušených člověkem je název přírodovědné výstavy v Muzeu východních Čech v Hradci Králové, otevřená v období od 18. března 2022 do 18. září 2022.
Výstava představuje krajinné prvky, jako jsou lomy, pískovny, výsypky, odkaliště či náspy silnic a železnic, kde je vnímán vliv člověka většinou negativně. Zde jsou ale představeny jako pozoruhodná a cenná místa k životu pro vzácné organismy. Výstava se věnuje houbám, vegetaci i živočichům vybraných stanovišť. Podrobněji jsou představeny i některé druhy jako břehule říční. Pozornost směřuje i na procesy po ukončení těžby včetně rekultivace.
Výstava je umístěna v přízemí historické budovy Muzea východních Čech ve výstavním sálu a přiléhající chodbě.

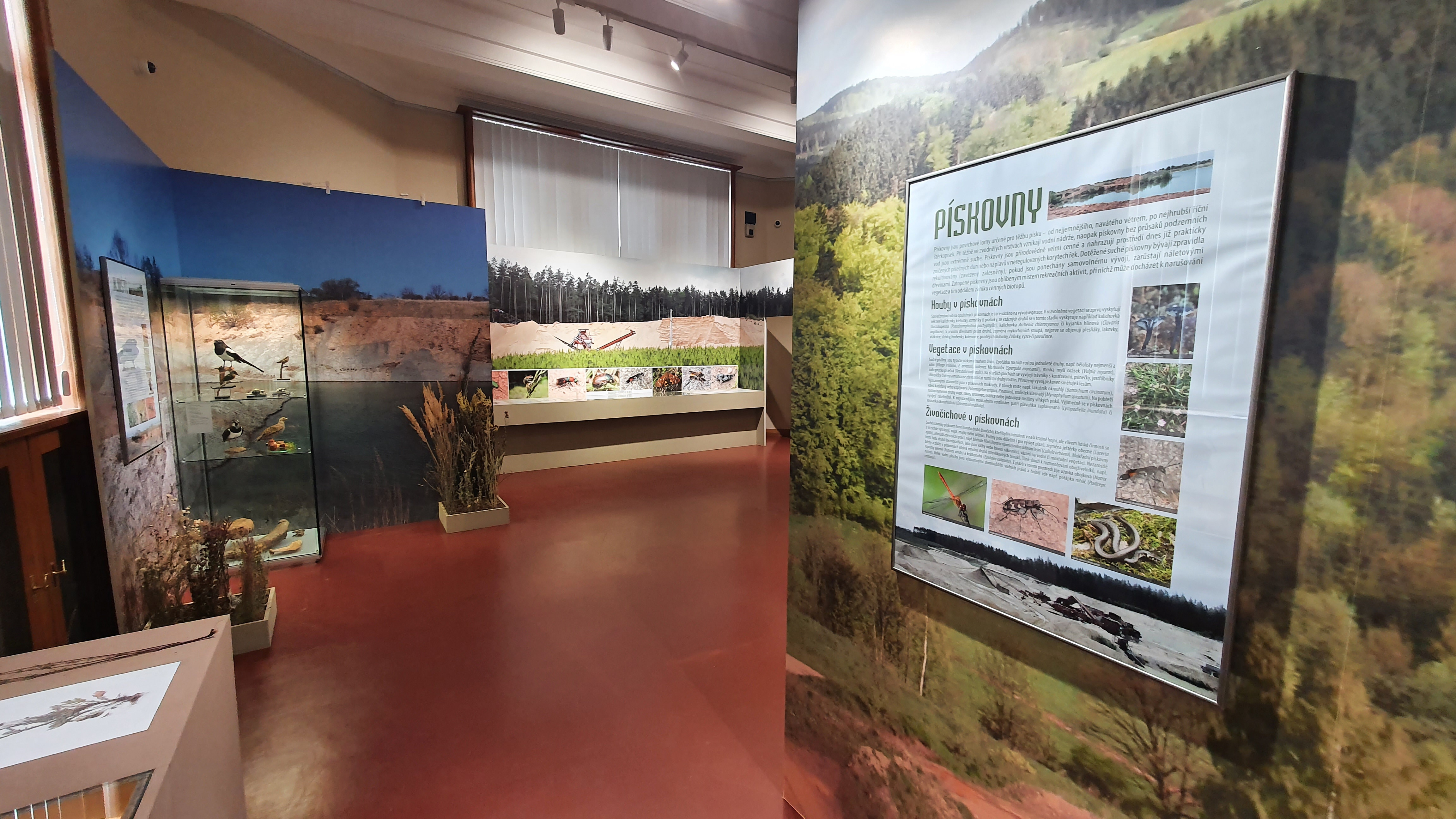

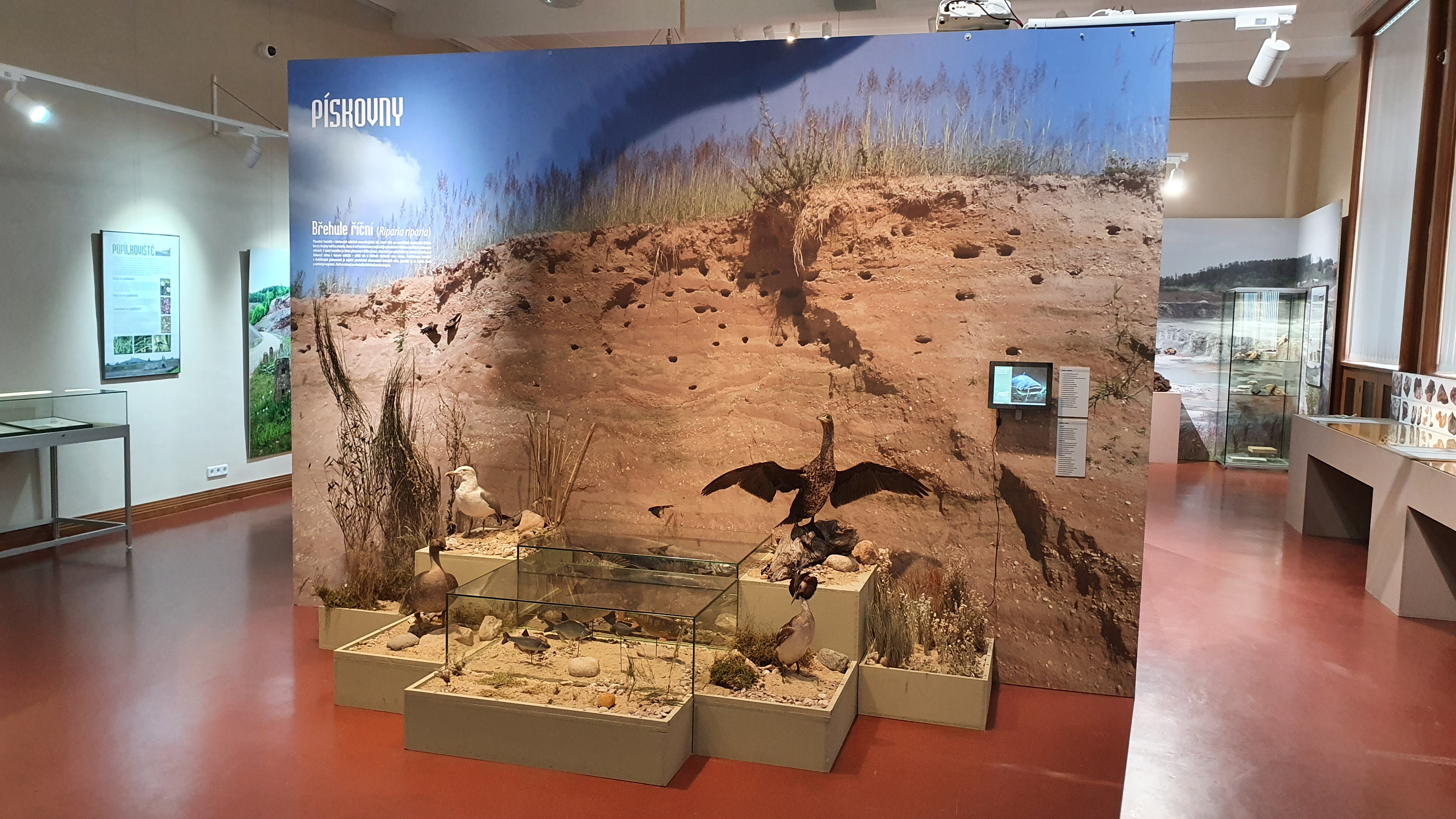

Rozmanitost narušených ploch, jejich oživení a různé osudy jsou ukázány na 15 konkrétních příkladech. Největší pozornost je věnována lomu Rožmitál u Broumova, kde probíhal dlouhodobý výzkum a kde bylo mj. identifikováno na 15 druhů vážek. Kromě informačních panelů nechybí audiovizuální prvky se záběry z popisovaných lokalit. Vystaveny jsou i preparáty živočichů žijících v těchto místech:
- ptáci (např. orel mořský, čáp černý, kormorán, ledňáček říční)
- vážky (např. vážka hnědoskvrnná, vážka tmavá, vážka ploská)
- brouci (např. tesařík pižmový)
- motýli (bělopásek topolový, batolec červený, hřbetozubec dvoubarvý, hřbetozubec topolový, hřbetozubec osikový, strakáč březový, drvopleň obecný, lišaj paví oko, otakárek fenyklový, vakonoš trávový, přástevník užankový, okáč bojínkový, bělásek rezedkový, žluťásek čilimníkový)
- další bezobratlí (např. kudlanka nábožná)[3]

Nechybí ani herbářové položky rostlin. Součástí jsou i dva koutky s binokulární lupou, kde je možné prozkoumat až čtyřicetinásobně zvětšené přírodniny.

## Lokality představené na výstavě
- Kunětická hora – bývalý lom
- Lom Rožmitál
- Lomy Vápenný Podol a Prachovice
- Žacléř – bývalý důl Jan Šverma
- Bělečský písník
- Pískovna Dubina u Plačic
- Pískovna Lípa, Lípa nad Orlicí
- Pískovna Marokánka, Běleč nad Orlicí
- Vesecký kopec (přírodní památka)
- Čeperka – písčiny pod dráty
- Stavba dálnice D11 u Hradce Králové
- Hliniště Úhřetice – Tuněchody
- Hliniště Blato
- Odkadiště Jívka
- Popílkoviště Bukovina – Dříteč